# Hebeloma leucosarx

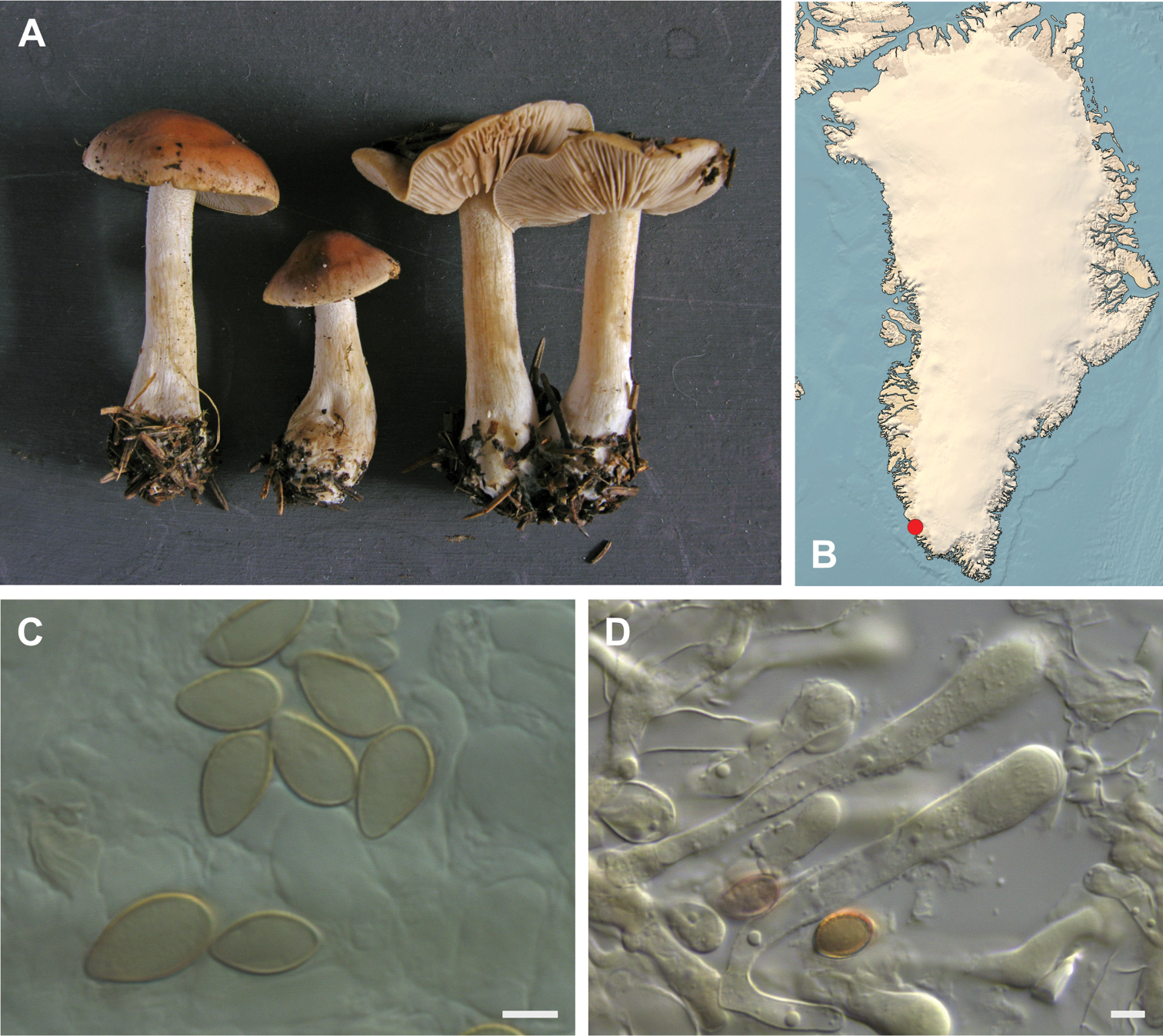

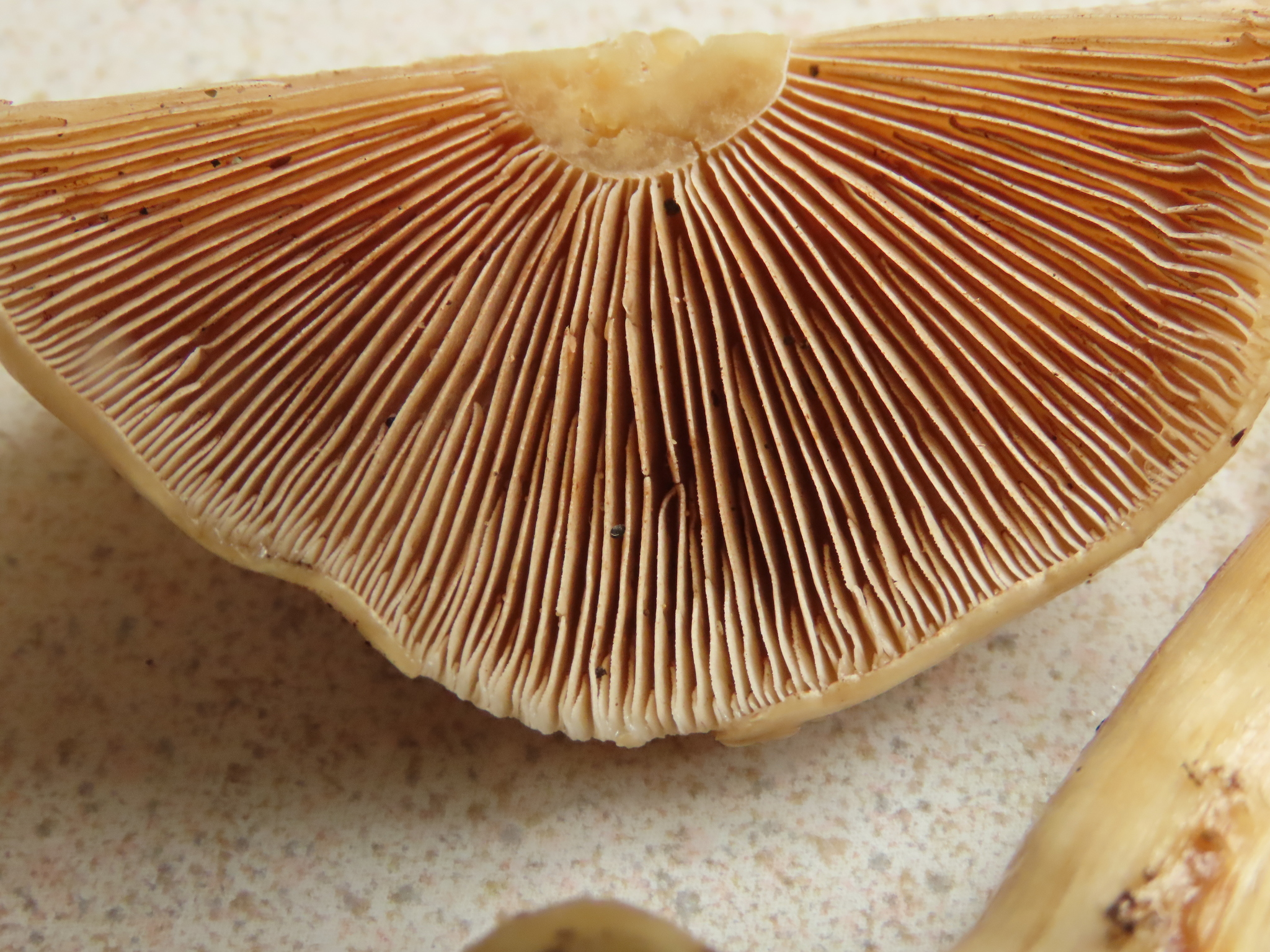

Hebeloma leucosarx P.D. Orton – gatunek grzybów należący do rodziny pierścieniakowatych (Strophariaceae).

## Systematyka i nazewnictwo
Pozycja w klasyfikacji według Index Fungorum: Hebeloma, Strophariaceae, Agaricales, Agaricomycetidae, Agaricomycetes, Agaricomycotina, Basidiomycota, Fungi.
Po raz pierwszy opisał go Peter Darbishire Orton w 1960 r. Synonim: Hebelomatis leucosarx (P.D. Orton) Locq. 1979.

## Morfologia
Kapelusz
Średnica 22–58 mm, początkowo wypukły, potem płaskowypukły z tępym garbkiem. Brzeg falisty, za młodu delikatnie aksamitny. Powierzchnia naga, brudnoochrowa, ochrowa lub blado żółtoochrowa, jaśniejsza na brzegu i ciemniejsza na środku, w stanie wilgotnym śliska.
Blaszki
40–60, l=1–7, przyrośnięte lub nieco zbiegające, gęste, początkowo o barwie jasnej gliny, potem płowożółte lub blado różowawopłowożółte (prawie tej samej barwy co brzeg kapelusza), na koniec płowożółte. Krawędzie u młodych okazów biało kłaczkowate, z kropelkami podczas deszczowej pogody („płaczące”).
Trzon
Wysokość 25–90 mm, grubość 3,5–11 mm, u nasady 5–18, równy lub maczugowo-bulwiasty. Początkowo pełny, potem pusty. Powierzchnia początkowo biała i całkowicie biało oprószona, potem blado brudnoochrowa, szczególnie w dolnej części, w dolnej części biało jedwabiście prążkowana.
Miąższ
W kapeluszu biały, w trzonie z odcieniem ochrowym lekko odbarwiający się w środku jedynie przy stłuczeniu. Zapach mocny, rzodkwi. Smak łagodny, potem gorzki.
Cechy mikroskopowe
Bazydiospory cytrynkowate, punktowane, 9–12 (14) × 5,5–6,5 μm. Podstawki czterozarodnikowe 24–30 × 8–9 μm. Cheilocystydy maczugowate o długości 40–60 μm i średnicy 4–6 μm, przy wierzchołku (5) 7–13 μm. Występujące na wierzchołku trzonu kaulocystydy podobne.
Gatunki podobne
Jest wiele podobnych włośnianek. Hebeloma leucosarx odróżnia się niemal całkowicie białym miąższem, płaczącymi krawędziami blaszek, aksamitnym brzegiem młodych owocników i nie rzucającym się w oczy kolorem.

## Występowanie
Podano stanowiska Hebeloma leucosarx w Ameryce Północnej, Europie, Azji, Australii i na Nowej Zelandii. Brak tego gatunku w opracowanym w 2003 r. przez Władysława Wojewodę wykazie wielkoowocnikowych grzybów podstawkowych Polski, ale podano jego stanowiska w późniejszych latach.
Naziemny grzyb mykoryzowy. Owocniki grupkami na wilgotnej glebie w lasach mieszanych z brzozami i wierzbami.